# Stephen James Ireland
Stephen James Ireland (Cobh, Comtat de Cork, 22 d'agost de 1986) és un futbolista irlandès que ha jugat a Anglaterra en el Stoke City.